# 艾姆拉普拉涅站
艾姆拉普拉涅站是法国的一个铁路车站，位于法国东部萨瓦省的艾姆拉普拉涅境内。
该站平时为一个区域性的铁路通勤车站，冬季则加密班次，并增加高速列车服务，乘客可通过摆渡车前往附近的滑雪场。

## 概况
| 艾姆拉普拉涅站基本设施 |                   |
| 窗口开放时间           | （仅季节性开放）  |
| 售票设施               | TER列车自动售票机 |
| 横穿轨道设施           | 无                |

## 历史
艾姆拉普拉涅站位于艾姆拉普拉涅境内。车站大致呈东西走向，正门开口朝北。车站前方设有长途汽车上下车停靠点，东侧还设有大型的露天停车场。该站历史上还有可通向附近的矿场的地方米轨铁路，但后者自1973年煤矿关闭后停运，相应的站台和轨道也随之废弃。

## 站名
艾姆拉普拉涅站所在地为艾姆拉普拉涅，该市镇自2016年成立，此前为“艾姆”和“拉普拉涅”两个不同的市镇。故在2016年以前，该站的官方名称须通过连字号连接，即艾姆-拉普拉涅站。

## 站台设置
| 北↑ |      |  | 主站房 |
|     | 侧式 |  |        |
| A道 |      |  |        |
| 南↓ |      |  |        |

## 停靠线路
以下列车线路停靠艾姆拉普拉涅站：
| 艾姆拉普拉涅站列车线路表       |                          |        |        |                              |
| 线路                           | 车种                     | 上一站 | 下一站 | 大致运行频率                 |
| 里昂—圣莫里斯堡                | TERAuvergne- Rhône-Alpes | 穆捷   | 朗德里 | 每天1－2趟（冬季班次将加密） |
| 尚贝里—圣莫里斯堡              | TERAuvergne- Rhône-Alpes | 穆捷   | 朗德里 | 每天9趟左右                  |
| 巴黎—圣莫里斯堡                | TGV                      | 穆捷   | 朗德里 | （冬季及节假日开行）         |
| （法国各地）—圣莫里斯堡        | TGV                      | 穆捷   | 朗德里 | （冬季开行）                 |
| 阿姆斯特丹/布鲁塞尔—圣莫里斯堡 | Thalys                   | 穆捷   | 朗德里 | （冬季开行）                 |
| 伦敦—圣莫里斯堡                | Eurostar                 | 穆捷   | 朗德里 | （冬季开行）                 |
| 1. 2.                          |                          |        |        |                              |

## 配套交通

### 长途汽车
艾姆拉普拉涅站对应的大巴车上下车地点位于车站前方的广场上
| 停靠艾姆拉普拉涅站的大巴车 |                                                                        |                   |
| 上下车地点                 | 运营单位                                                               | 主要目的地        |
| 艾姆拉普拉涅站 站前广场    | Flixbus                                                                | （季节性开行）    |
| 艾姆拉普拉涅站 站前广场    | 萨瓦省城际客运                                                         | T8 拉普拉涅滑雪场 |
| 艾姆拉普拉涅站 站前广场    | （当某条铁路线施工或罢工时，SNCF可能会提供途径该线路沿途站点的大巴车） |                   |
| 1. 2. 3.                   |                                                                        |                   |

### 城市公共交通
艾姆拉普拉涅站附近暂无城市公共交通线路。

### 社会车辆
艾姆拉普拉涅站正门南侧和后门均设有大型露天停车场，同时艾姆拉普拉涅站正门设有出租和汽车租赁服务。

## 临近车站
| 艾姆拉普拉涅站（Gare d'Aime-la-Plagne） |                                  |                  |
| 上行车站                                | 线路                             | 下行车站         |
| 穆捷-萨兰-布里德莱班站 14.9km ←         | 圣皮埃尔达尔比尼－圣莫里斯堡铁路 | 朗德里站 → 6.4km |
| - 本表仅显示运营中的线路及车站          |                                  |                  |

## 外部連結
- Timetables （页面存档备份，存于）, TER Auvergne-Rhône-Alpes